# TRIN (organisatie)
Touch, Reach, and Impact the Nations (TRIN) was een Nederlandse organisatie onder leiding van Mattheus van der Steen, die zichzelf beschreef als 'revivalisten' en verwant was aan de pinksterbeweging. De organisatie is in 2011 opgeheven en praktisch overgegaan in Van der Steen Ministries.

## Geschiedenis
TRIN is in 2002 opgericht door een bestuur bestaande uit: Matthieu van der Steen, T.J.H. Stouten en C.P. Helms, nadat Mattheus van der Steen geconfronteerd werd met de gevolgen van genocide in Kosovo. De organisatie wou op internationaal gebied mensen bereiken met het evangelie van Jezus Christus door het ondersteunen van lokale organisaties, het zenden van teams en de organisatie van evangelisatiecampagnes en -avonden. TRIN is onder andere actief in Indonesië, India, Kosovo, Mozambique, Nederland, Zuid-Soedan en Myanmar.
Het kantoor van de organisatie was gevestigd in Harderwijk. Ook waren er eigen kantoren in Oeganda en India. In 2011 zijn 25 full- en parttimers werkzaam voor TRIN. Deze mensen ontvingen een vrijwilligersvergoeding. Mattheus van der Steen was directeur; van oktober 2009 tot eind 2010 lag het directeurschap in handen van Jop van der Bijl, een zoon van de internationaal bekende evangelist Anne van der Bijl.
In het nieuwe eigen gebouw genaamd: 'Worldwide Mission Revival Center' in Harderwijk organiseerde TRIN maandelijks de zogeheten Firenights. Ook op andere avonden in het land vonden deze bijeenkomsten plaats. Dit waren samenkomsten die zich kenmerkten door een uitgesproken charismatisch karakter, waarbij sterk de nadruk lag op de ervaring van de Heilige Geest. Daarnaast werden de bezoekers onderwezen aan de hand van de Bijbel en was er ruimte voor gebed. De Firenights kregen volgens Van der Steen navolging in andere organisaties en kerken, onder verschillende namen, TRIN stopte er in 2011 na zeven jaar mee.
Ook heeft de organisatie driemaal Heaven on Earth/Hemel op Aarde georganiseerd, achtereenvolgens in Ahoy Rotterdam (2008), de IJsselhallen in Zwolle (2009) en De Schuilplaats in Ede (2010). Dit is een meerdaagse charismatische conferentie. De conferenties trokken rond de vijfduizend bezoekers. TRIN heeft Heaven on Earth 2011 moeten annuleren vanwege een gebrek aan aanmeldingen. De Firenights zijn ingeruild voor de gemeente ARCH die elke zondag in Harderwijk bijeenkwam. Mattheüs van der Steen was daar voorganger. TRIN bleef ook maandelijkse miniconferenties houden in Harderwijk. Na het opheffen van TRIN ging ARCH over in de kerk House of Heroes die onder leiding van Van der Steen in Nijkerk samenkomt.
In ontwikkelingslanden was TRIN actief met een combinatie van hulpverlening en evangelisatie. Zo was er in februari 2009 een grote reis naar de Indiase deelstaat Andhra Pradesh met evangelisatiebijeenkomsten en distributie van voedsel en medicijnen. Ook had de organisatie projecten in community building, waarin onder meer waterpompen werden geplant.

## Kritiek
De organisatie kreeg van diverse kanten kritiek:
- Een kritiekpunt is de vermeend drammerige manier waarop de organisatie bezoekers van de conferentie Heaven on earth om geld vroeg bij de collecte. Omdat de conferentie gratis was, dreigde de organisatie met een groot financieel gat te blijven zitten. TRIN erkende achteraf ook ongelukkig te zijn met de 'zeurderige' manier waarop de oproepen voor geld plaatsvonden.[6]

- Ook is er kritiek op de nadruk en aandacht voor vermeende charismatische extremiteiten.[7]
- Andere kritiek heeft een meer theologisch karakter. Zo verweet de evangelische theoloog Henk Bakker TRIN in een artikel in het tijdschrift cv·koers dat zij een 'succes-Jezus' creëert die weinig te maken heeft met de gekruisigde Jezus uit de Bijbel, maar vooral een 'welvaartsevangelie' brengt.[8]
- De reformatorische evangelist Arjan Baan waarschuwde ervoor dat sommige mensen via TRIN 'occultisch belast' worden. Volgens Baan is bepaalde toegepaste handoplegging niet Bijbels.[9]
- Weer een ander punt van kritiek die sommige mensen geven is dat de organisatie zich te radicaal afzet tegen de gevestigde kerken, en dat de grote bijeenkomsten vooral mensen trekken die van de ene charismatische ervaring naar de andere gaan.[10]
- Hoogleraar Willem Ouweneel, die betrokken is bij de organisatie, verwijt Van der Steen dat hij er makkelijk 'dingen uitflapt'.[10]

## Kritiek door Goedgelovig.nl
Een deel van de kritiek werd verwoord door Goedgelovig.nl, waar TRIN regelmatig in de rubrieken voorkwam. De site stopte in 2014.

#### Goudstof
Van der Steen claimde in 2008 en 2009 verschillende keren goudstof te hebben aangetroffen in zijn bijbel of op zijn schoenen. De goudstof wordt vaak in verband gebracht met Mozes, die volgens het Bijbelboek Exodus, na veertig dagen met God te hebben doorgebracht, zijn gezicht verbergen omdat Gods heerlijkheid van hem af straalde. De satirische blog Goedgelovig.nl stelde een deel van het materiaal via een bezoeker in handen te hebben gekregen en liet dit onderzoeken. Waarborg Holland, de keuringsinstantie voor edelmetalen in Nederland, verklaarde na onderzoek dat de stof "in geen enkel opzicht gouden elementen" bevatte. Wel werd er koper aangetroffen.

#### Rebekah van der Steen en de Satanskerk
In 2010 bestempelde Goedgelovig.nl het getuigenis van Rebekah van der Steen, Van der Steens toenmalige echtgenote, als een hoax. In een interview uit 2005 beweerde Rebekah van der Steen dat zij in de Satanskerk was opgegroeid en door Anton LaVey tot Satans bruid was uitverkoren. In die tijd zou ze allerlei gruwelijkheden hebben meegemaakt, waaronder baby-offers. Na haar bekering zou ze zijn achtervolgd door geweld en zou er een dubbele moord gepleegd zijn door leden van de Satanskerk. Volgens Goedgelovig.nl waren deze beweringen gedeeltelijk of zelfs volledig fantasie en zijn er van de gepleegde moorden geen sporen of bewijzen. De oud-hoofdredacteur van de EO gaf later toe dat het interview kritischer bekeken had moeten worden en dat het met de kennis van nu nooit geplaatst zou zijn.

## Onderzoek door Karel Smouter
Journalist Karel Smouter heeft in 2010 samen met drie andere onderzoekers een journalistiek onderzoek gedaan naar 'de methodes van Mattheus'. Het onderzoek werd gefinancierd middels crowdfunding op de website Nieuwspost.nl. Hun conclusies werden op verschillende plekken gepubliceerd, onder andere in dagblad Trouw en het opiniemaandblad cv·koers. Ook in 2012 publiceerde Smouter resultaten van eigen onderzoek naar TRIN.

###### Blinden in Birma
Een van de zaken die aan de orde werden gesteld was de claim dat zeven blinden waren genezen in Birma na gebed door betrokkenen bij TRIN. Deze genezingen hadden niet daadwerkelijk plaatsgevonden, zo concludeerden Smouter c.s. Dit was eind 2010 al door de in Thailand werkzame evangelist Marten Visser geconcludeerd, die ook door Smouter is geïnterviewd. Ook stelt Smouter in het genoemde artikel dat de volgelingen van Van der Steen de hoop en het geloof dat een wonder kan gebeuren belangrijker vinden dan de vraag of het daadwerkelijk is gebeurd. Verder worden volgens Smouter mensen die vraagtekens hebben over wat er bij TRIN gebeurt, weggezet als ongelovigen.
De Evangelische Omroep besteedde kort na het verschijnen van het artikel ook aandacht aan het onderzoek, in het programma Door de wereld. Hierin werd Willem Ouweneel, die met TRIN in Birma was geweest, aan de tand gevoeld naar aanleiding van de bevindingen over drie niet-genezen blinde jongens. Een kinderlongarts van het Maastricht Universitair Medisch Centrum, Edward Dompeling, die met de Birmareis was meegegaan, kwam onder vuur te liggen vanwege zijn vermeende betrokkenheid bij de gebedsgenezingen die daar waren uitgevoerd.

###### Seksueel misbruik in Oeganda
In november 2012 berichtte Smouter in De Nieuwe Koers over het seksuele wangedrag van Joseph Lubega. Deze leider van het door TRIN gesponsorde weeshuis Bulamu in Oeganda zou zich aan de opgevangen jongens hebben vergrepen. TRIN gaf aan dat de samenwerking met  Lubega moeizaam verliep, maar bleef erbij dat ze geen hard bewijs zagen dat hij kinderen zou hebben misbruikt.